# La Calera, Chile
La Calera este un oraș și comună din provincia Quillota, regiunea Valparaíso, Chile, cu o populație de 50.221 locuitori (2012) și o suprafață de 60,5 km2.